# Lavushimanda (Distrikt)
Lavushimanda ist einer von acht Distrikten in der Provinz Muchinga in Sambia. Er hat eine Fläche von 14.388 km² und es leben 55.760 Menschen in ihm (2022). Mit Kasempa, Mulobezi und Mufumbwe gehört der Distrikt zu den am dünnsten besiedelten in Sambia.

## Geografie
Er entstand 2017 nach der Abspaltung vom Distrikt Mpika. Der Distrikt grenzt im Norden an die Distrikte Mpika und Kanchibiya, im Osten an Mambwe, im Süden an Chitambo und im Westen an die Distrikte Lunga und Samfya. Die Great North Road (T2) verbindet ihn mit Chinsali, der Hauptstadt der Provinz Muchinga. Der Bezirk liegt etwa 130 km von Serenje entfernt.

## Wirtschaft

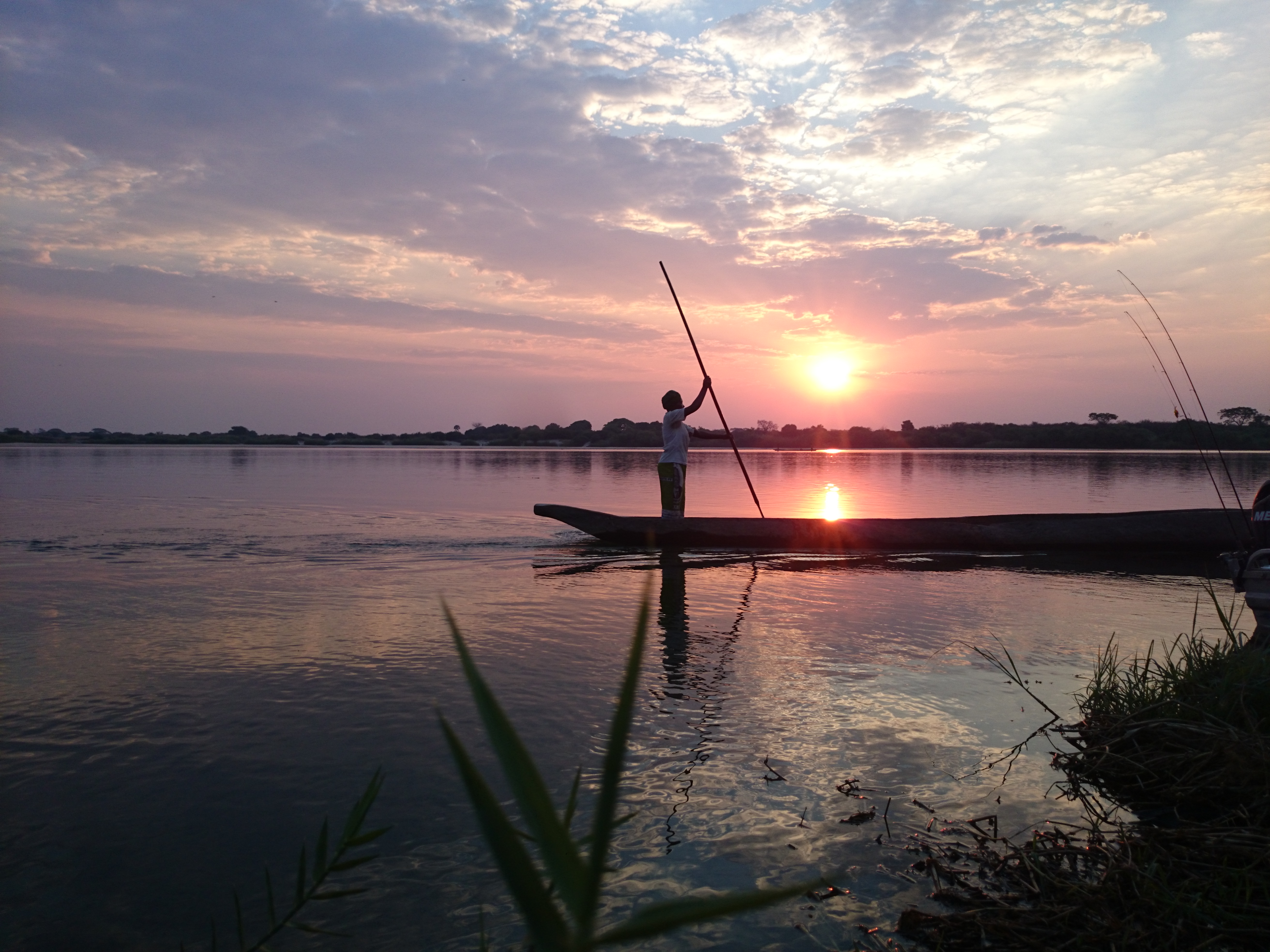
Boot auf dem Fluss Lukulu

Die Landwirtschaft ist die Haupterwerbsgrundlage für die Mehrheit der Bevölkerung des Distrikts. Obwohl diese nicht im kommerziellen Maßstab erfolgt, erzielen fast 90 % der Bevölkerung ihr Einkommen durch die Landwirtschaft. Die günstigen Bedingungen des Distrikts wie gute Niederschläge, fruchtbarer Boden und die Verfügbarkeit von Wasser bilden dafür die Grundlage. Die im Distrikt angebauten Hauptkulturen sind Mais, Maniok, Erdnüsse, Bohnen und Kartoffeln.
Der Großteil der Kartoffel-Ernte wird lokal, aber auch in Mpika, Lusaka und im  Copperbelt verkauft. Derzeit produziert der Distrikt jedes Jahr mehr als 700 Tonnen irische Kartoffeln, und mehr als 200 Hektar werden für deren Produktion genutzt. Bohnen werden von mehr als 1300 Bauern jährlich auf etwa 700 Hektar angebaut. Die Jahresproduktion beläuft sich auf etwa 400 Tonnen. In Lavushimanda werden jährlich über 18.000 Tonnen Maniok produziert. Fast 10.000 Bauern bauen auf rund 3000 Hektar diese Knollenfrucht an.
Im Distrikt wird die Fischerei an zahlreichen Orten intensiv betrieben, besonders im westlichen Teil, in dem sich die Bangweulusümpfe befinden. In der Gegend von Muwele bildet sie die Haupteinnahmequelle für die Menschen. Dabei werden pro Jahr etwa 70.000 Tonnen Fisch gefangen und etwa 10.000 Tonnen stammen aus Fischfarmen.

## Nationalparks
Der Lavushi-Manda-Nationalpark umfasst eine Fläche von 1500 km². Es ist der elftgrößte Nationalpark in Sambia. Der Park war ursprünglich als Wildreservat ausgewiesen, bevor er 1972 zum Nationalpark wurde. Der Park liegt in einer Plateauregion des Distrikts zwischen dem Muchinga-Steilhang und den Bangweulu-Feuchtgebieten.
Der Südluangwa-Nationalpark hat eine Größe von 9059 km². Er beherbergt eine große Vielfalt an Wildtieren, Vögeln und Pflanzen. Die heute berühmte „Walking Safari“ hat ihren Ursprung in diesem Park. Die Lebensader bildet der Fluss Luangwa. Die Vegetation reicht von trockenem, kahlem Buschland im Winter zu einem üppigen grünen Bewuchs in den Sommermonaten. In dem Park leben über 400 verschiedene Vogel- und 60 weitere Tierarten.